# Platyrrhinus helleri
Platyrrhinus helleri — вид родини листконосові (Phyllostomidae), ссавець ряду лиликоподібні (Vespertilioniformes, seu Chiroptera).

## Середовище проживання
Країни поширення: Беліз, Болівія, Бразилія, Колумбія, Коста-Рика, Еквадор, Сальвадор, Французька Гвіана, Гватемала, Гаяна, Гондурас, Мексика, Нікарагуа, Панама, Перу, Суринам, Тринідад і Тобаго, Венесуела. Від низин до 1500 м. Віддає перевагу вологим місцям проживання, наприклад, вічнозеленим лісам, також населяє сухі листяні ліси, напівлистопадні ліси, узлісся і фруктові гаї, серрадо. Не терпить штучних просік. 

## Звички
Сильно плодоїдний, іноді споживає комах. Ночує парами або невеликими групами високо в кронах дерев, у печерах, будинках, тунелях, дуплах дерев, під пальмовим листям, серед листя. Репродукція зазвичай збігається з початком сезону дощів і змінюється локально. піки народження у березні-квітні і липні-серпні. 

## Загрози та охорона
Загрози не відомі. Живе у ряді природоохоронних територій.